# ديفيد هاكيت فيشر
ديفيد هاكيت فيشر (بالإنجليزية: David Hackett Fischer)‏ هو مؤرخ ومؤرخ عسكري أمريكي، ولد في 2 ديسمبر 1935 في بالتيمور في الولايات المتحدة.

## وصلات خارجية
- ديفيد هاكيت فيشر على موقع الموسوعة البريطانية (الإنجليزية)